# Культура Південного Судану

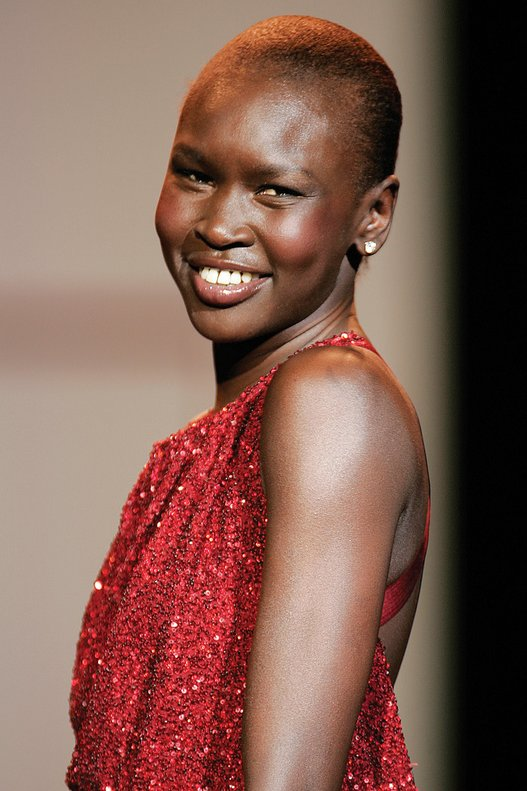
Модель Алек Век з Південного Судану

Культура Південного Судану охоплює релігію, мови, етноси, мистецтво, традиції харчування народів Південного Судану.

## Етноси
Основну групу населення становлять представники нілотських народів, найчисельнішими з яких є динка, нуер, азанде, барі та шиллуки .

## Мова

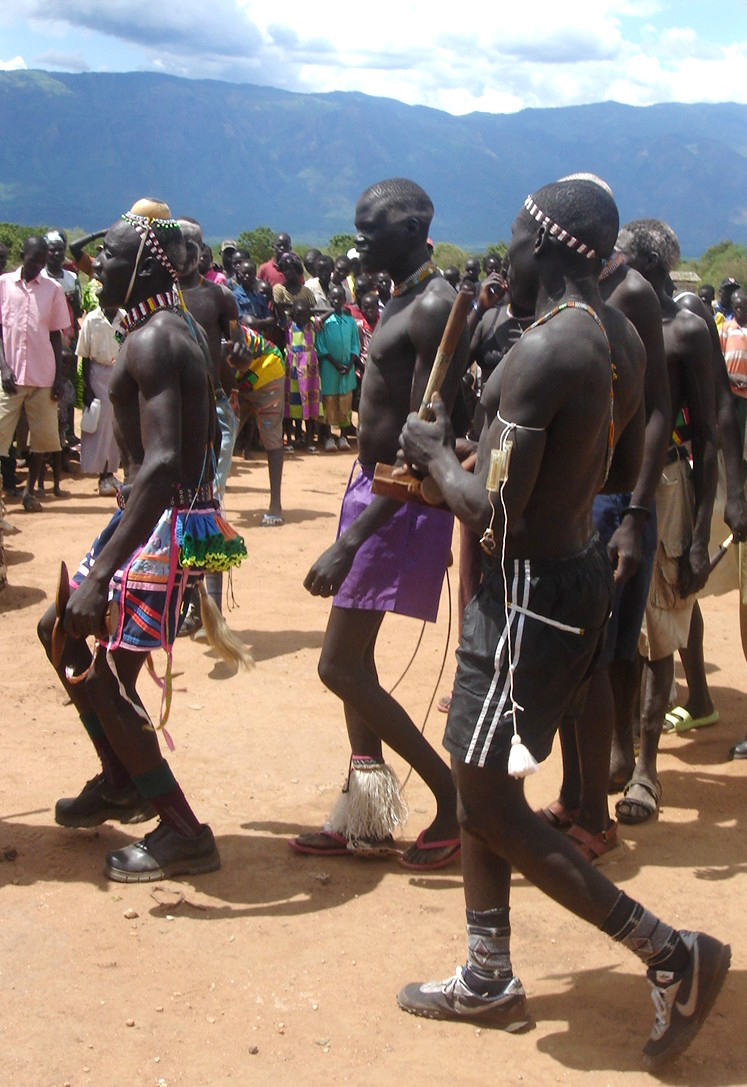
Танцюючі чоловіки

Офіційною мовою країни є англійська, хоча більшість населення її не знає і мовою міжнаціонального спілкування продовжує залишатися арабський. Більшість жителів Південного Судану розмовляють численними адамава-убангійськими, нілотськими, нубійськими, центральносуданськими та іншими мовами і діалектами, найбільшою з яких є мова динка.

## Релігія
Більшість населення Південного Судану сповідує або християнство, або традиційні африканські анімістичні релігії. 
Релігійні відмінності поглибили конфлікт з мусульманською Північчю.
У південній частині країни переважають як язичницькі, так і Християнські впливи, відображені в житті місцевого населення, хоча існує і невелика ісламська громада.
У країні є нечисельні англіканські парафії.